# United Counties Football League
A United Counties League Bedfordshire, Buckinghamshire, Cambridgeshire, Leicestershire, Lincolnshire, Norfolk, Northamptonshire és Rutland megyéinek csapatai számára fenntartott amatőr liga. Az angol labdarúgó-bajnokság kilencedik és tizedik szintjét képviselik bajnokságai.
Legfelsőbb osztálya a Premier Division, amely alatt a tizedik osztályt képviselő Division One helyezkedik el. A divíziók összesen 42 klub részvételét biztosítják a ligában.

## Története
A liga 1895 májusában, Wellingboroughban alakult Northamptonshire Junior League néven. Az első bajnokságot tizenegy klub részvételével 1895. szeptember 7-én indították útnak.
A következő szezonban több magasabb színvonalú csapat érkeztével a Junior jelző feleslegessé vált, így a bajnokság neve Northamptonshire League-re módosult.
1925-ben a bajnokság további bővítése végett bevezették a másodosztályú küzdelmeket. Azóta a liga rendszere és elnevezései is több ízben változtak, hiszen az UCL, az országban ritkaszámba menő tartalék-bajnokságoknak is teret hagy.
Napjainkban két osztállyal képviselik magukat a ligában.

## A bajnokság rendszere

A United Counties Football League barna színnel jelölve

Mindegyik részt vevő két alkalommal mérkőzik meg ellenfelével.
A győztes 3 ponttal lesz gazdagabb, döntetlen esetén 1 pontot kap mindkét csapat, a vereségért nem jár pont.
Premier Division: 
A bajnokság első helyezettje a következő évben az Northern Premier League D1 South, vagy a Southern League D1 Central bajnoki sorozatában folytathatja.
Division One:
Az első két helyezett az UCL első osztályában (Premier Division) szerepelhet, a kieső csapat pedig a Bedfordshire County Football League, a Northamptonshire Combination Football League és a Peterborough and District Football League egyikébe esik vissza.
A területi besorolásoktól függően – ha az előző évhez képest bármely kilencedik osztályú bajnokság létszáma a feljutások és kiesések végett ellentétessé válik –, az FA jogosult a liga együtteseiből áthelyezni klubokat más régióba.

## A liga korábbi elnevezései
- 1895–1925:  Northampton League
- 1925–1933:  Division One,  Division Two
- 1933–1950:  Division One
- 1950–1956:  Division One,  Division Two
- 1956–1961:  Division One
- 1961–1970:  Division One,  Division Two
- 1970–1972:  Division One,  Division Two,  Division Three
- 1972–1980:  Premier Division,  Division One,  Division Two
- 1980–napjainkig:  Premier Division,  Division One

## Külső hivatkozások
- Hivatalos honlap
- United Counties League FA Full Time
- RSSSF
- Football Club History Database